# Ulaniv, Hmilnîk
Ulaniv (în ucraineană Уланів) este localitatea de reședință a comunei Ulaniv din raionul Hmilnîk, regiunea Vinnița, Ucraina.

## Demografie
Componența lingvistică a localității Ulaniv
     Ucraineană (98,29%)
     Rusă (1,25%)
     Alte limbi (0,1%)
Conform recensământului din 2001, majoritatea populației localității Ulaniv era vorbitoare de ucraineană (98,29%), existând în minoritate și vorbitori de rusă (1,25%).